# Shannon-Ogbani Abeda
Shannon-Ogbani Abeda (Tigrinya ሻኖን-ኦግባኒ ኣበዳ; * 15. Mai 1996 in Fort McMurray, Alberta) ist ein eritreischer Skirennläufer. Er startet in allen Disziplinen und nahm in Pyeongchang 2018 als erster Eritreer an Olympischen Winterspielen teil.

## Biografie
Abedas Eltern flüchteten in den frühen 80er Jahren vor dem Eritreischen Unabhängigkeitskrieg ins kanadische Fort McMurray, wo er 1996 zur Welt kam. Im Alter von drei Jahren begann er mit dem Skifahren.
Mit 15 bestritt er in Kanada und den USA seine ersten FIS-Rennen. Im Hinblick auf die Olympischen Jugend-Winterspiele 2012 in Innsbruck meldete er sich beim Olympischen Komitee Eritreas, um erstmals das Herkunftsland seiner Eltern bei einem Großereignis zu repräsentieren. Er startete in allen Disziplinen außer der Abfahrt, schied jedoch in jedem Rennen aus.
In den kommenden zwei Jahren startete er fast ausschließlich in FIS-Rennen, in denen er bislang einen siebenten Platz als bestes Resultat erzielen konnte, verfehlte aber sein Ziel, sich für die Olympischen Winterspiele in Sotschi zu qualifizieren. Am 19. Februar 2015 gab Abeda in Nakiska sein Debüt im Nor-Am Cup. Ein paar Tage später ging er erstmals bei kanadischen Meisterschaften an den Start und belegte im Super-G Rang 41. Im Februar 2016 zog er sich eine Knieverletzung zu und dachte an ein Karriereende. Nachdem er sich zurückgekämpft hatte, qualifizierte er sich in Riesenslalom und Slalom als erster Eritreer für die Olympischen Winterspiele in Pyeongchang. Im Riesenslalom belegte er mit knapp 22 Sekunden Rückstand auf Sieger Marcel Hirscher Rang 61, im Slalom schied er im ersten Durchgang aus.
Abeda wird vom Österreicher Helmut Spiegl trainiert, der zuvor die Nationalmannschaften von Kanada und Australien betreut hatte. Er lebt in Calgary, wo er Informatik studiert.

## Erfolge

### Olympische Spiele
- Pyeongchang 2018: 61. Riesenslalom, DNF Slalom
- Peking 2022: 39. Riesenslalom

### Olympische Jugendspiele
- Innsbruck 2012: DNF Super-G, DNF Riesenslalom, DNF Slalom, DNF Super-Kombination

### Weitere Erfolge
- 4 Platzierungen in den Top 10 in FIS-Rennen